# Martín Cáceres
José Martín Cáceres Silva (født 7. april 1987 i Montevideo, Uruguay) er en uruguayansk fodboldspiller, der spiller som forsvarsspiller hos Juventus i den italienske Serie A. Tidligere har han optrådt for blandt andet SS Lazio, Southampton, den uruguayanske klub Defensor Sporting samt for fire spanske hold, Villarreal CF, Sevilla, FC Barcelona og Recreativo de Huelva. .
I sin tid med Barcelona var Cáceres med til at vinde både det spanske mesterskab, den spanske pokalturnering, samt UEFA Champions League.

## Landshold
Cáceres står (pr. april 2018) noteret for 75 kampe for Uruguays landshold, som han debuterede for i 2007. Han var en del af den uruguayanske trup til VM 2010, VM 2014 og VM 2018.

## Titler
La Liga
- 2009 med FC Barcelona

Copa del Rey
- 2009 med FC Barcelona

UEFA Champions League
- 2009 med FC Barcelona